# Parroquia Capital Sucre
La Parroquia Capital Sucre es una de las tres que integran el Municipio Sucre, su capital es la localidad de Queniquea que a la vez es la capital Municipal, y en donde se radican todas las sedes e instituciones gubernamentales y sociales de dicho Municipio. Por tanto, la Parroquia Queniquea es considerada la Parroquia Capital de Sucre.
Limita al norte con el Municipio Jáuregui, al este con el Municipio Francisco de Miranda y la Parroquia San Pablo, al sur con la Parroquia San Pablo y el Municipio Cárdenas, y al oeste con la Parroquia Eleazar López Contreras y los Municipios Andrés Bello y José María Vargas.
Es la división administrativa más antigua, ya que es la misma que regía la antigua Parroquia Sucre del Distrito Cárdenas, luego en 1972 alcanzó la categoría de Distrito y se fragmentó en dos Municipios (Sucre y San Pablo); a partir de 1990 adoptó su territorio actual y es la segunda en extensión del Municipio (146 km²).
La Parroquia Capital Queniquea se divide en el área urbana de Queniquea y en ocho (8) aldeas con sus respectivos caseríos que son representadas por sus Asociaciones Vecinales. Las Aldeas integrantes son:
- Colinas De Queniquea.
- La Blanca.
- La Colorada.
- La Pérez.
- Machado.
- Monseñor José León Rojas Chaparro.
- San Isidro.
- Santa Filomena.